# Festa Major de la Barceloneta
La Festa Major de la Barceloneta se celebra al voltant de la festivitat de Sant Miquel, que és el 29 de setembre, al barri de La Barceloneta de Barcelona. Està organitzada per l'Associació de Veïns de la Barceloneta i compta amb activitats com audicions de sardanes, cantades d'havaneres, correfoc amb els diables i cercavila amb els gegants Pep Barceló i Maria la Neta. Els carrers engalanats i la cercavila del canó són alguns elements que singularitzen aquesta festivitat.
Sembla que la institució de la festa major, tal com l'entenem avui dia, amb una combinació d'actes religiosos i civils, va començar a mitjan segle xix, amb motiu dels actes del centenari de la constitució del barri.

## Motiu
La parròquia de la Barceloneta és dedicada a Sant Miquel del Port. L'elecció de l'advocació la va fer el capità general de Catalunya d'aquell moment, Jaime de Guzmán-Dávalos Spínola, marquès de la Mina. El marquès, que és enterrat al temple, va elegir el seu sant patró per a la Barceloneta. Per una altra banda, el topònim del port fa referència a la principal activitat del barri i a la necessitat de protegir mariners i pescadors dels perills de la mar.

## Actes destacats
- Cercavila del canó. El canó de la Barceloneta és un giny festiu conduït per un veí disfressat de general napoleònic que surt el diumenge de festa major. És molt popular entre la mainada perquè dispara caramels. La cercavila passa pels carrers del barri i cada vegada que es detona el canó els assistents fan veure que cauen abatuts i recullen les llaminadures.[1]
- Carrers guarnits. Com passa en més festes majors de la ciutat, a la Barceloneta alguns veïns guarneixen el carrer i organitzen un programa d'activitats propi que es complementa amb l'oficial de la festa. Així i tot, aquesta activitat viu actualment un període de decreixement, perquè cada vegada s'engalanen menys espais.[1]
- Havaneres. Com a bon barri mariner, les havaneres són una cita fixa del programa de festa major de la Barceloneta. Habitualment s'organitza una cantada a la platja acompanyada de gots de rom cremat.[1]